# Campsegret
 Campsegret  (en occitano Camp Sègret) es una población y comuna francesa, situada en la región de Aquitania, departamento de Dordoña, en el distrito de Bergerac y cantón de Villamblard.
Su población en el censo de 1999 era de 351 habitantes.
Forma parte del Camino de Santiago (Via Lemovicensis).
Está integrada en la Communauté de communes du Pays de Villamblard .

## Demografía
| 361 | 342 | 351 | 379 | 403 | 351 |
| Para los censos de 1962 a 1999 la población legal corresponde a la población sin duplicidades (Fuente: INSEE [Consultar]) |     |     |     |     |     |